# Devlin Hodges
Devlin Hodges, detto Duck (Kimberly, 12 aprile 1996), è un giocatore di football americano statunitense che milita nel ruolo di quarterback per i Pittsburgh Steelers della National Football League (NFL).

## Carriera professionistica

### Pittsburgh Steelers
Dopo non essere stato scelto nel Draft NFL 2019, Hodges firmò con i Pittsburgh Steelers. Fu promosso nel roster attivo il 16 settembre dopo l'infortunio del titolare Ben Roethlisberger e debuttò come professionista subentrando alla sua riserva Mason Rudolph che subì una commozione cerebrale nel quinto turno. Sette giorni dopo partì come titolare contro i Los Angeles Chargers passando 132 yard, un touchdown e un intercetto nella vittoria per 24-17. A partire dal turno successivo Rudolph tornò titolare ma nella settimana 12, dopo una cattiva prestazione fu sostituito da Hodges nel primo che guidò la squadra alla vittoria in rimonta contro i Cincinnati Bengals. Partito come titolare nel tredicesimo turno, Hodges portò gli Steelers alla vittoria sui Cleveland Browns con 212 yard passate, un TD e un intercetto subito. La sua stagione si chiuse con 1.063 yard passate, 5 touchdown e 8 intercetti in 8 partite, di cui 6 come titolare.